# 早雲山站
早雲山站（日语：／ Sōunzan eki */?）是一個位於神奈川縣足柄下郡箱根町強羅，屬於小田急箱根的鐵路車站。車站編號是OH 62。

## 概要
早雲山站是小田急箱根鋼索線及箱根空中纜車的交匯站，為終日站員常駐站。標高原為761米，2013年經再次勘測高度後修正為750米。

## 歷史
- 1921年12月1日：鋼索線開業，本站稱為「上強羅站」。
- 1926年7月10日：本站改稱「早雲山站」[4]。
- 1944年2月11日：受不要不急線法令影響，鋼索線休業。
- 1950年7月1日：鋼索線重開，重新營業。
- 1959年12月6日：本站～大涌谷站間的箱根空中纜車開通。

## 使用情況
| 年度   | 1日平均乘車人數 |
| ------ | --------------- |
| 1998年 | 795             |
| 1999年 | 767             |
| 2000年 | 736             |
| 2001年 | 711             |
| 2002年 | 638             |
| 2003年 | 705             |
| 2004年 | 848             |
| 2005年 | 1,092           |
| 2006年 | 1,048           |
| 2007年 | 1,215           |
| 2008年 | 1,077           |

## 相鄰車站
小田急箱根
 鋼索線（箱根登山纜車）
上強羅（OH 61）－早雲山（OH 62）
 箱根空中纜車
早雲山（OH 62）－大涌谷（OH 63）

## 外部連結
- 早雲山站 （页面存档备份，存于） - 小田急箱根
- 早雲山站 （页面存档备份，存于） - 箱根空中纜車